# Ribulose-5-phosphat
D-Ribulose-5-phosphat ist die am Kohlenstoffatom C5 phosphorylierte Form von D-Ribulose und spielt in zahlreichen Stoffwechselschritten eine zentrale Rolle.

## Biologische Bedeutung

### Bildung
Ribulose-5-phosphat wird durch 6-Phosphogluconat-Dehydrogenase katalysiert aus 6-Phosphogluconat gebildet. Dabei  wird 6-Phosphogluconat über eine Zwischenstufe decarboxyliert und NADP+ reduziert.
Dies ist einer der ersten Schritte beim Pentosephosphatweg bzw. auch beim Phosphoketolaseweg in der heterofermentativen Milchsäuregärung. Die Reaktion selbst ist damit bei sehr vielen Stoffwechselwegen involviert, wie beispielsweise im Calvin-Zyklus oder im Ribulosemonophosphatweg.  

### Verwendung
Im Pentosephosphatweg katalysiert eine Ribose-5-phosphat-Isomerase die Umwandlung von Ribulose-5-phosphat in Ribose-5-phosphat und eine Ribulosephosphat-3-Epimerase die Umwandlung in Xylulose-5-phosphat. 
Im Calvin-Zyklus wird Ribulose-5-phosphat durch ATP-Verbrauch in eine diphosphorylierte Form umgesetzt, dem D-Ribulose-1,5-bisphosphat.
Es wird auch als Grundbaustein bei der Biosynthese von Isoalloxazin und Pteridin verwendet.